# Mikhail Zemskov
Mikhail Mikhailovich Zemskov (tiếng Nga: Михаил Михайлович Земсков; sinh ngày 2 tháng 5 năm 1994) là một cầu thủ bóng đá người Nga. Anh thi đấu cho F.K. Shinnik Yaroslavl.